# Гибралтарские тоннели

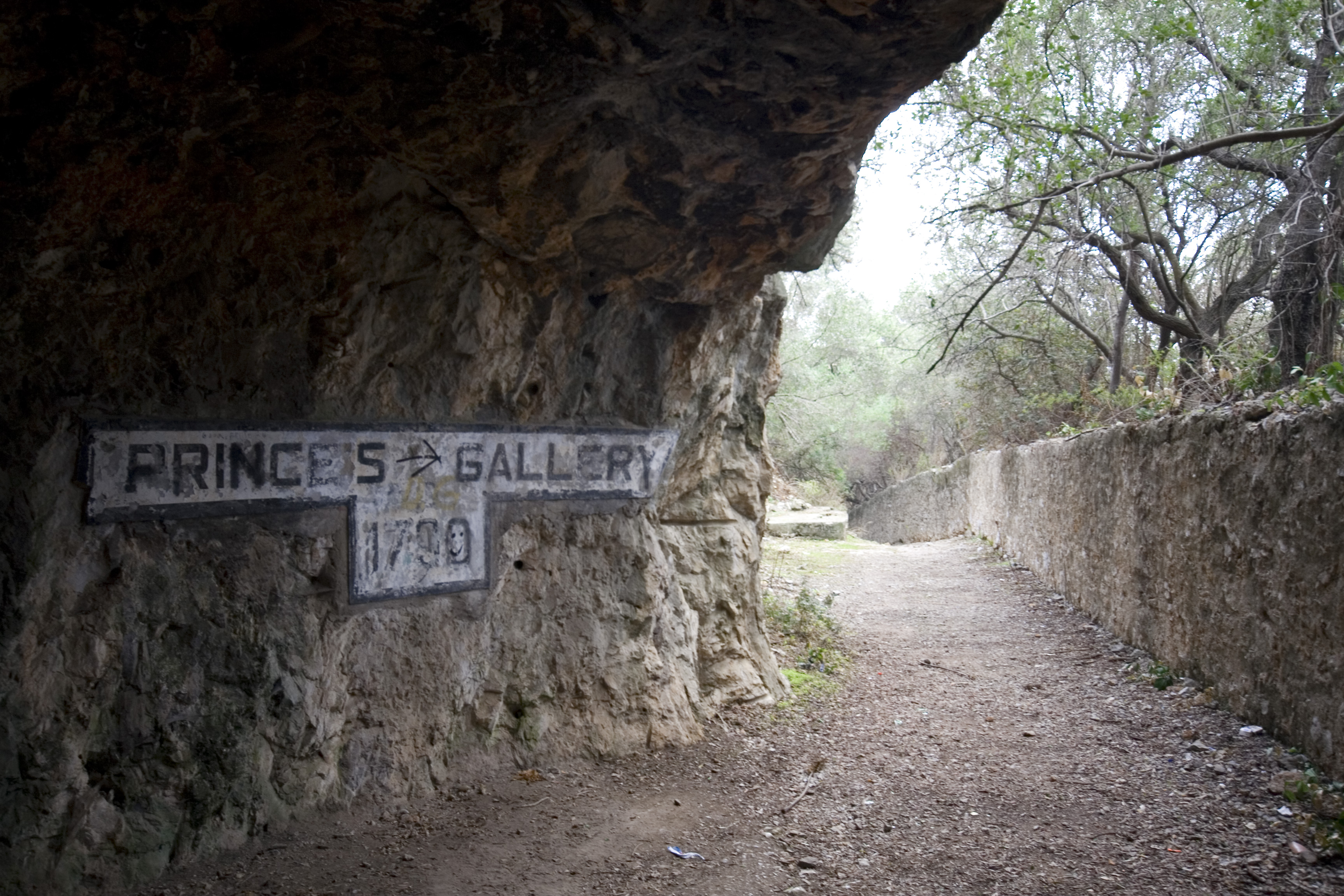
Вход в Княжескую галерею, выкопанную в 1790 году.

Тоннели Гибралтара строились в течение почти 200 лет, в основном британской армией. На суше площадью всего 2,6 квадратной мили (6,7 км2) у Гибралтара около 34 мили (55 км) туннелей, что почти вдвое превышает длину всей дорожной сети. Первые туннели, выкопанные в конце XVIII века, служили проходами между артиллерийскими позициями и размещали орудия в амбразурах, прорезанных в Северной стене Скалы. В XIX веке было построено больше туннелей, чтобы облегчить доступ к отдалённым районам Гибралтара и разместить склады и резервуары для водоснабжения Гибралтара.
XX век стал свидетелем наибольшей протяжённости туннелей, когда Скала была превращена в огромную подземную крепость, способную вместить 16 000 человек вместе со всеми припасами, боеприпасами и оборудованием, необходимым для выдерживания длительной осады. Проходка туннелей окончательно прекратилась в 1968 году, когда было расформировано последнее специальное подразделение британской армии по прокладке туннелей. С тех пор туннели постепенно передавались гражданскому правительству Гибралтара, хотя некоторые из них по-прежнему принадлежат Министерству обороны, а некоторые были полностью закрыты, поскольку в настоящее время в них слишком опасно заходить.

## Геология Гибралтара

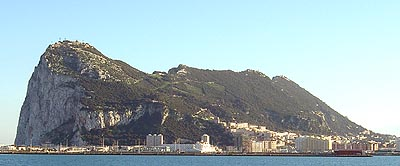
Вид на Гибралтарскую скалу с северо-запада.

Гибралтарская скала — это холм юрского доломитового известняка с серией «сланцевых» образований, лежащих под и частично перекрывающих известняк. Он состоит в основном из серии карбонатных отложений от 400 до 600 метров (1,300 - 2,000 футов), варьирующаяся от тёмно-серого битумного доломита в основании до очень мощной, очевидно однородной толщи светлых или средне-серых мелкозернистых известняков. Похоже, что образование было заложено в тропической среде, в чем-то похожей на сегодняшние Багамы, и на основании свидетельств окаменелостей был предложен раннеюрский (синемурийский) возраст известняков Гибралтара, хотя по внешнему виду он очень похож на известняк каменноугольного периода, который лежит в основе большей части Англии и Уэльса.
Толстая подстилка, обширная цементация и доломитизация сделали её в целом стабильным инженерным материалом. Туннелирование было возможно почти по всей Скале, за исключением одного региона, где это было запрещено из-за высокого давления грунтовых вод. В некоторых областях зоны слабых пород или интрузии нижележащих или вышележащих «сланцев» вызвали нестабильность туннелей.

## Фазы развития
Тоннели Гибралтара были построены между 1782 и 1968 годами в пять этапов.

### 1782-99

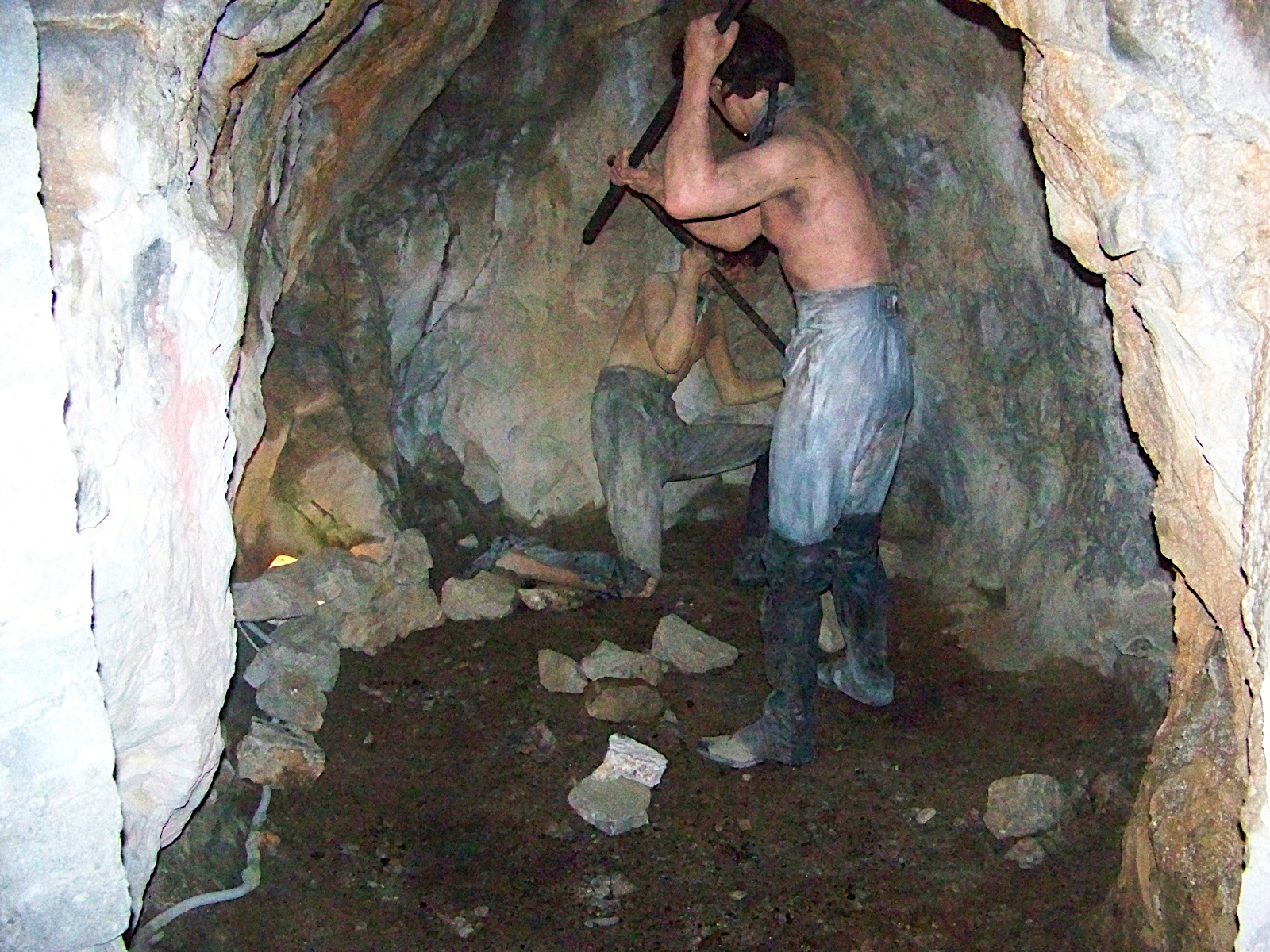
Реконструкция с изображением членов Роты солдатских мастеров, роющих Верхнюю галерею.

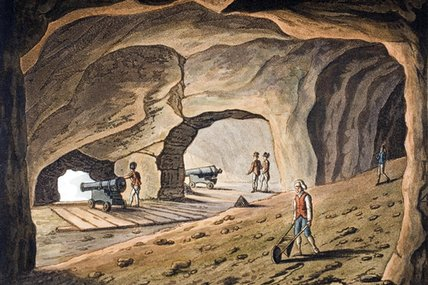
Внутри галереи на Гибралтарской скале, выгравированной И. К. Стадлером после преподобного К. Вильямса (около 1800 г.)

После захвата Гибралтара в 1704 году британцы начали строительство укреплённых оборонительных рубежей на северо-западном фланге Гибралтарской скалы. — Линия короля, линия королевы и линия принца . Они состояли из траншей, вырубленных в твёрдой скале, или естественных уступов, которые были сделаны более защищёнными за счёт строительства каменных стен и выступов на скалах внизу. Линии строились поэтапно, опираясь на более ранние оборонительные сооружения, построенные маврами и испанцами; Линия короля повторно использовала испанские оборонительные стены, построенные до 1704 года, линии принца были выскопаны в период между тем временем и тринадцатой осадой Гибралтара в 1727 году, а линии королевы были построены во время Великой осады Гибралтара (1779-83).

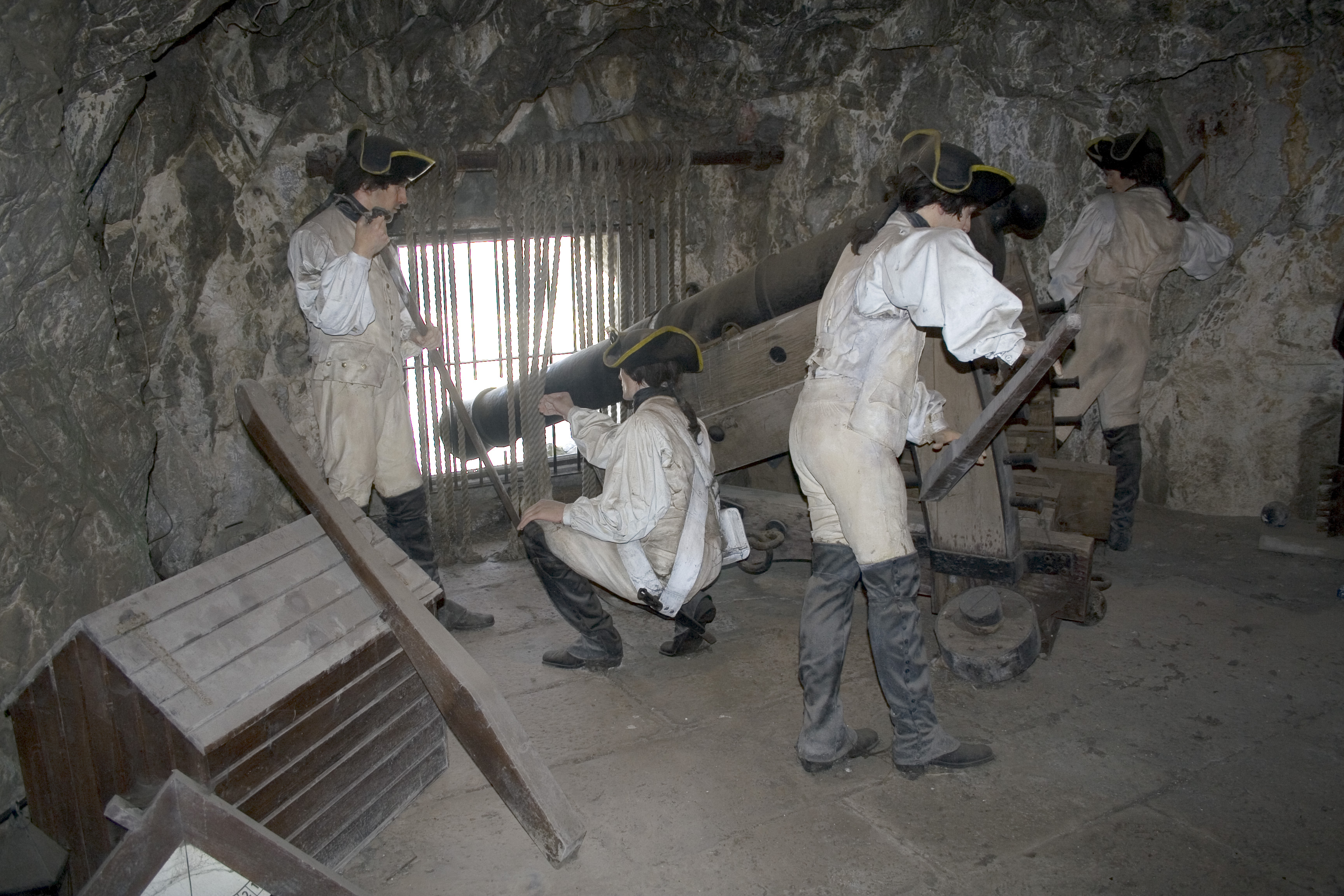
Реконструкция орудия на «опускающемся лафете» в тоннеле

Первые искусственные туннели в Гибралтаре были созданы во время Великой осады, когда солдаты британской армии изрядно вырыли туннель за Северной стеной Скалы. Он был предназначен для достижения позиции, называемой Нотч, которая была недоступна никаким другим маршрутом, где британский гарнизон стремился установить новую артиллерийскую батарею, чтобы прикрыть слепой угол. Туннель был инициирован старшим сержантом роты Генри Инсом, который начал работу 25 мая 1782 года. По мере того, как работы продолжались, проходчики решили сделать отверстие в скале, чтобы обеспечить вентиляцию. Сразу стало понятно, что это обеспечит отличную огневую позицию. К концу осады в недавно созданной Верхней галерее размещалось четыре орудия, установленных на специально разработанных «опускающихся лафетах», чтобы они могли вести огонь по испанским позициям на перешейке к северу. Нотч не был захвачен до окончания осады; вместо того, чтобы установить орудие над ним, было высполнены отверстия, чтобы создать широкую огневую позицию, названную Георгиевским залом.
Проходка туннелей продолжилась после осады, чтобы построить серию соединительных галерей и коммуникационных туннелей, чтобы связать их вместе с линиями. К концу XVIII века почти 4000 футов (1200 м) туннелей. Сюда входили:
- Виндзорская галерея — 659 футов (201 м)
- Галерея Королевского Союза — 304 фута (93 м)
- Галерея Верхнего Союза — 437 футов (133 м)
- Галерея Нижнего Союза — 232 фута (71 м)
- Галерея принца — 220 футов (67 м)
- Королевская Галерея — 710 футов (220 м)
- Галерея Королевы — 1079 футов (329 м)

### 1880—1915 гг.

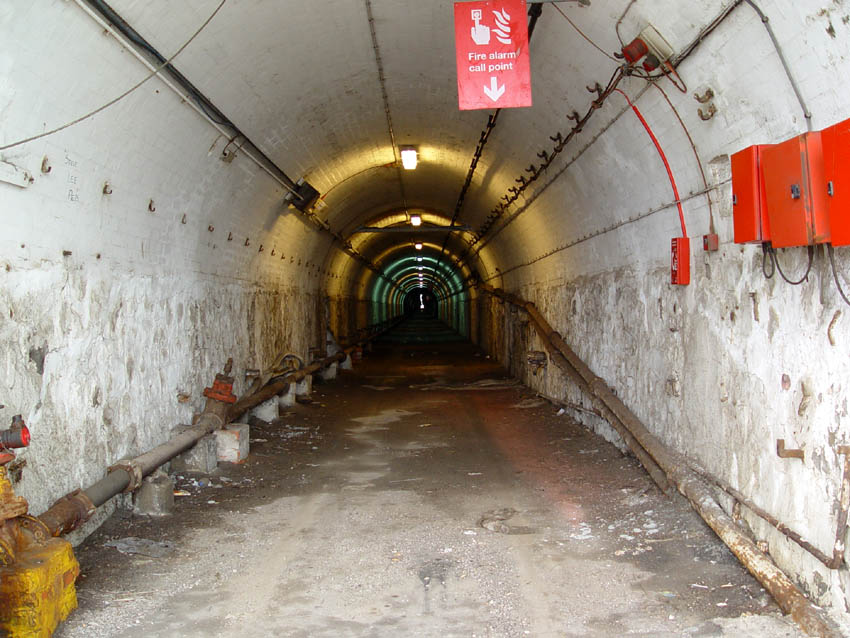
Адмиралтейский тоннель.

Второй этап проходки туннелей был продиктован рядом разнородных требований к концу XIX века, поскольку военно-морская база Гибралтара стала ключевым стратегическим активом Соединённого Королевства. Два коротких туннеля были построены в Кэмп-Бэй на юго-западе Гибралтара в 1880 году, чтобы обеспечить доступ к карьеру. В 1895 году армия выкопала две естественные пещеры под холмом Виндмилл, чтобы создать подземный склад боеприпасов, журнал Beefsteak Magazine.
Крупные новые строительные работы в гавани в конце века побудили Адмиралтейство построить в 1898—1899 годах туннель на верфи, проложив через всю ширину Скалы в направлении восток-запад, чтобы достичь Сэнди-Бей на восточной стороне, где разрабатывались карьеры, чтобы обеспечить камнем строительство сухих доков. В 1901 году Адмиралтейство расширило естественную пещеру Рваного посоха, чтобы создать туннельный подземный магазин, примыкающий к гавани. Давние проблемы с водоснабжением Гибралтара были решены между 1898 и 1900 годами, путём постройки четырёх подземных резервуаров. Они снабжались дождевой водой, собранной из водосборных бассейнов Большой песчаной дюны на восточной стороне Скалы и перекачиваемой в резервуары по новому туннелю с востока на запад. Пятое водохранилище было построено между 1911-1915 годами.

### 1933-38

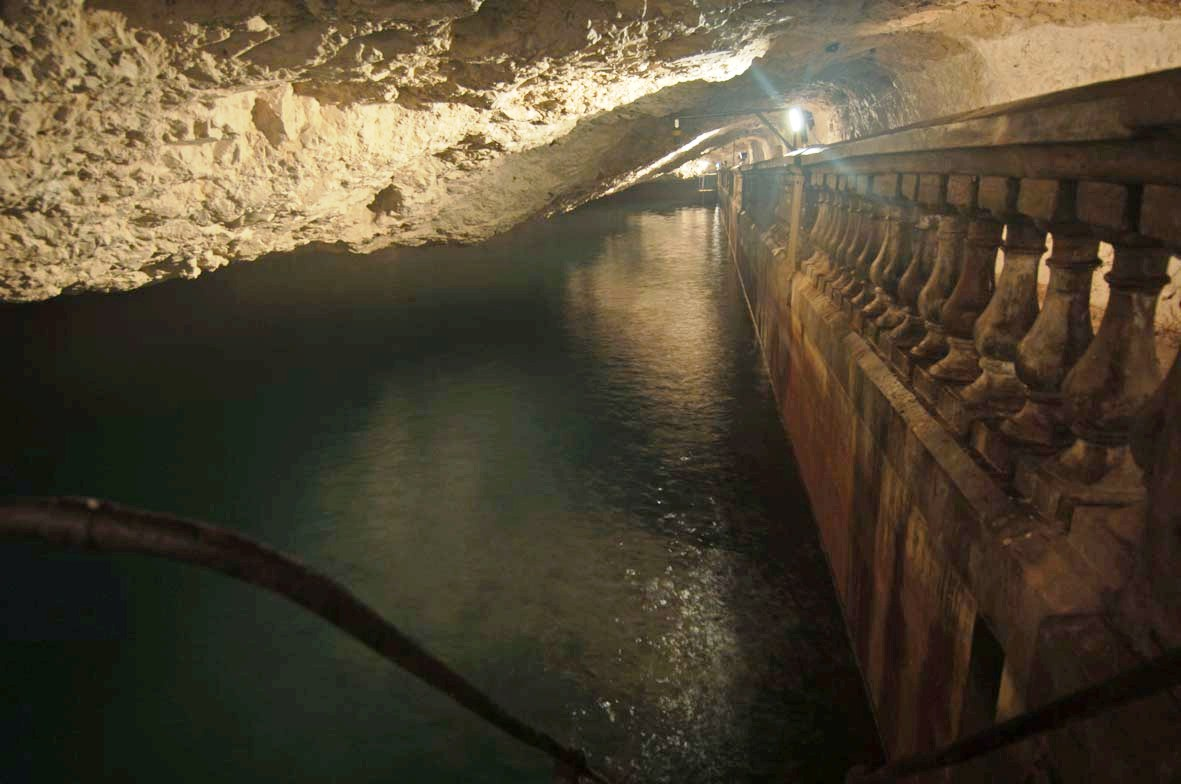
Один из резервуаров, построенных внутри Гибралтарской скалы.

Третий этап строительства туннелей был вызван подъёмом нацистской Германии и началом гражданской войны в Испании. Укрытия от воздушных налётов и подземные больницы были построены начиная с 1936 года, а в период с 1933 по 1938 год были произведены улучшения в системе водоснабжения Гибралтара за счёт строительства четырёх новых подземных резервуаров. Строительство дополнительного резервуара было начато, но в незавершённом состоянии использовалось как склад и казармы для 4-го батальона «Чёрной стражи» во время Второй мировой войны. Усовершенствования, сделанные на этом этапе, увеличили общую длину туннелей с 5 миль (8,0 км) до 7 миль (11 км).

### 1939-45
Самая интенсивная фаза строительства туннелей в истории Гибралтара пришлась на время Второй мировой войны, когда эта территория играла жизненно важную роль в Североатлантическом и Средиземноморском театрах. Общая длина туннелей значительно увеличилась за время войны с 7 миль (11 км) до 25 миль (40 км).
В начале войны гражданское население было эвакуировано, а гарнизон значительно увеличился в размерах. Были выкопаны многочисленные новые туннели для размещения расширенного гарнизона и для хранения огромного количества еды, оборудования и боеприпасов. Проходку туннелей выполняли четыре специализированные туннельные компании из Королевских инженеров и канадской армии. В юго-восточной части Гибралтара на средиземноморском побережье полуострова, защищённом от потенциально враждебной материковой части Испании, была создана новая основная зона базирования, и были созданы новые соединительные туннели, чтобы связать её с размещёнными военными базами на западной стороне. Пара туннелей, Великая Северная дорога и Путь Фосса, были выкопаны почти по всей длине Скалы, чтобы соединить большую часть туннелей военного времени.
В туннелях находился подземный город. Здесь можно было разместить весь 16-тысячный гарнизон с достаточным запасом еды на 16 месяцев. Внутри туннелей находились также подземная телефонная станция, электростанция, водоочистная станция, больница, пекарня, магазины боеприпасов и мастерская по техническому обслуживанию автомобилей. В них также находилось одно из самых секретных мест Гибралтара — пещера Stay Behind Cave, построенная для операции Tracer — плана по поддержанию секретного наблюдательного пункта, укомплектованного в расчёте на шесть человек в Скале, на случай, если она будет захвачена в процессе немецкого вторжения. Его не открывали заново до 1997 года.
Среди основных туннелей и систем, построенных во время Второй мировой войны, были:
- Улица Стрелы[англ.]
- Beefsteak Magazine
- Brewery Magazine
- Calpe Hospital
- Flat Bastion Hospital
- Жильё в Фордхэме[англ.]
- Fosse Way Magazine
- Gort’s Hospital
- Большая Северная Дорога[англ.]
- Green Lane Magazine
- Harley Street
- Levant Accommodation
- Liddell Union
- Maida Vale
- MacFarlane’s Gallery
- Power’s Drive
- REME Chambers
- Upper Sandy System
- Путь Уильяма[англ.]

### 1956-68
Заключительный этап проходки туннелей проходил во время холодной войны, чтобы удовлетворить ряд новых военных и гражданских требований. Под Скалой были построены хранилища для наливного топлива, а также были построены ещё два резервуара. Было выкопано ещё несколько соединительных туннелей для улучшения доступа к дорогам на юге Гибралтара. Последний туннель, Molesend Way, был завершён к 1967 году. В апреле 1968 года строительство туннелей окончательно прекратилось, и последний отряд туннелей был расформирован, а его члены были распределены по другим подразделениям.
К сожалению, во время строительства этого туннеля последний королевский инженер, погибший при рытье туннелей в Гибралтаре, погиб в результате случайного взрыва. Билл Пойнтон работал с Гарри Каллиганом на забое туннеля, когда они просверлили заряд взрывчатки, которая не была взорвана в предыдущую смену. Гарри был тяжело ранен, а Билл скончался от полученных ран. Когда туннель был закончен, эскадрилья, следуя давнему соглашению, хотела назвать туннель Путь Пойнтона. Это предложение не было принято, и вместо этого туннель назвали Молесенд-Уэй.

## Методы раскопок

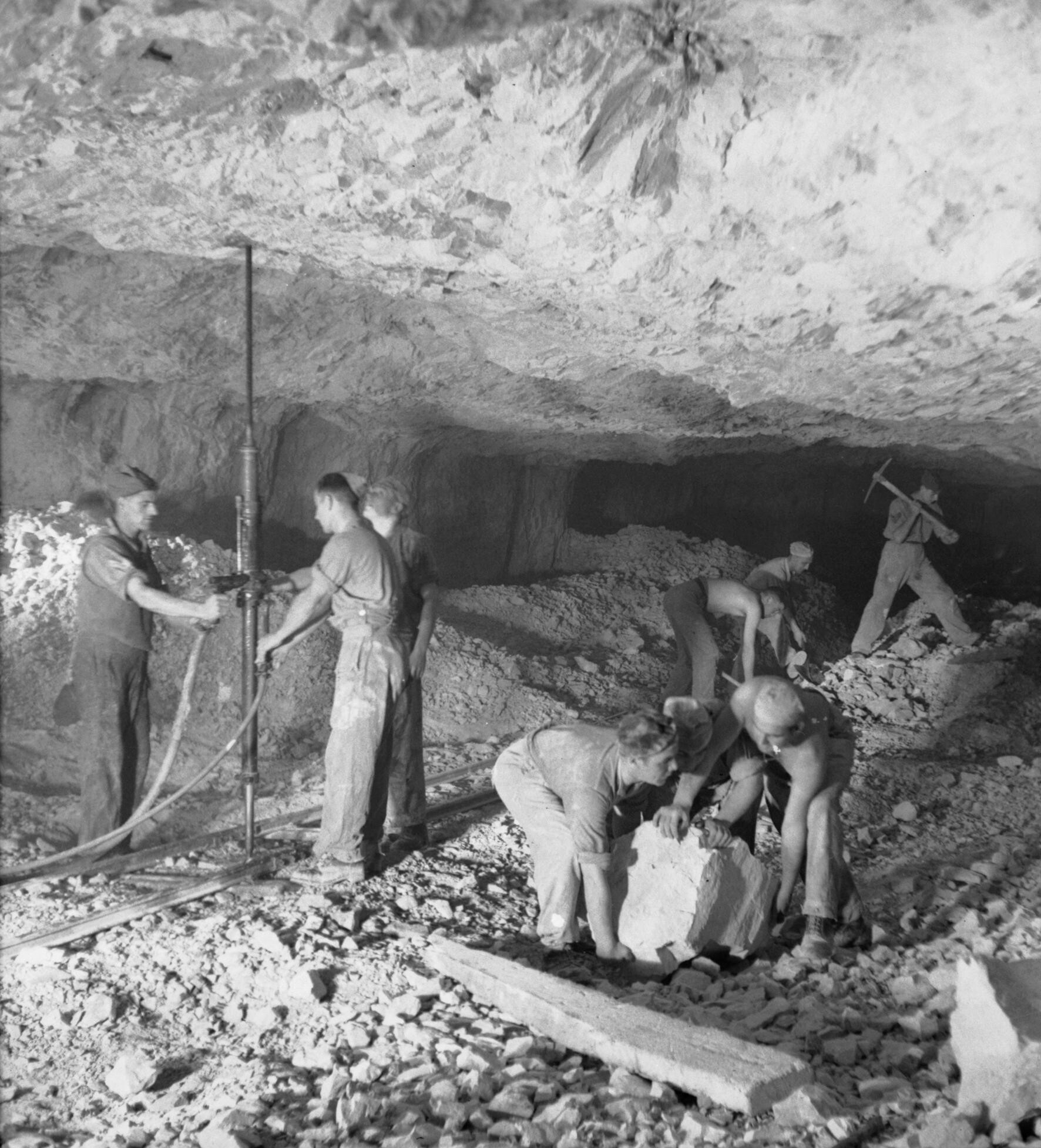
Проходцы туннелей Royal Engineer используют водяную дрель, чтобы очистить твёрдую породу внутри Гибралтарской скалы, 1 ноября 1941 года.

Первые туннели Гибралтара были построены вручную медленным, трудоёмким, но надёжным методом раскопок. Первой задачей было разбить известняковую породу. Для этого использовались различные методы, в том числе струйная очистка порохом, поджигание (разведение огня на поверхности скалы, чтобы нагреть её, а затем гашение её холодной водой, чтобы она разрушилась), негашёная известь (использовалась для заполнения скважин, которые затем были залиты водой, заставив её расшириться и таким образом разрушив окружающую скалу), и забивали деревянные клинья, которые расширялись от пропитки их водой, что снова приводило к расколу скалы. Затем фрагменты были удалены ломами и кувалдами.
Созданные таким образом туннели были около 2m (6 ft 7 in) до 3 метра (9,8 фута) в диаметре с гладкими стенками. Земляные работы шли медленно, всего около 200 метров (660 футов) в год, но методы, использованные первыми проходчиками, имели то преимущество, что наносили лишь минимальный ущерб окружающей породе. Это позволило получить очень стабильные туннели, которые всё ещё легко доступны сегодня.
Более поздние туннели строились гораздо быстрее: с использованием взрывчатых веществ и техники. К 1942 году проходка туннелей достигла максимальной скорости 60 метров (200 футов) туннеля в неделю. Однако использование взрывчатых веществ привело к образованию большого количества газа под высоким давлением, который проник в окружающую породу и ослабил её, и, похоже, было использовано слишком много взрывчатого вещества. Это привело к крупномасштабной фрагментации окружающей породы, в результате чего туннели времён Второй мировой войны страдали от трещин, требующих их периодической расчистки, чтобы удалить рыхлую породу. Некоторые туннели пришлось закрыть навсегда, поскольку в них опасно входить. Другие должны были поддерживаться анкерными болтами, сварной сеткой, подпорками, арками или облицовкой туннелей, а их целостность контролировалась путём проведения исследований в режиме сканирования.
Основным методом проходки туннелей во время войны была технология алмазного бурения взрывных скважин, которая была разработана совсем недавно. Это включало либо подрезку туннеля, либо обрушение задней стенки с помощью струйной обработки алмазным сверлом. — детонирующие гелигнитовые заряды в 2.1 metres (6 ft 11 in) до 2.4 metres (7 ft 10 in) отдельно — или выкопать центральную часть туннеля на всю высоту и провести алмазное бурение по бокам. Полученные обломки были использованы для расширения аэродрома на Северном фронте британских ВВС в Гибралтарский залив.
Послевоенное прокладывание туннелей происходило в менее неотложных обстоятельствах, и использовались новые, менее разрушительные методы прокладки туннелей. Взрывчатые вещества были применены снова, но на этот раз в меньших количествах, помещённых в просверлённые отверстия в забое выработки. Они выстреливались электрически в последовательности, которая начиналась в центре забоя и распространялась наружу, так что центр создавал пустоту, в которую могла упасть периферийная порода. Обратной стороной этого метода было то, что он создавал туннели с зазубренными сторонами, поскольку он разрушал известняк по периферии выемки.

## Дизайн и отделка

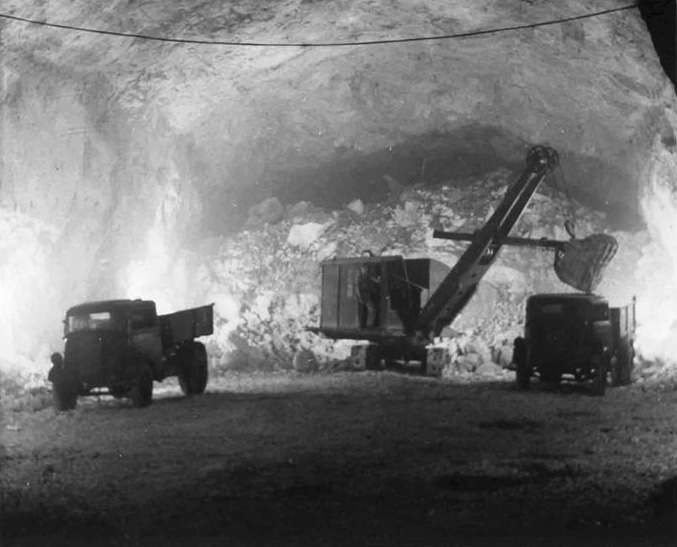
Раскопки пещеристой камеры фабрики REME, 1941 г.

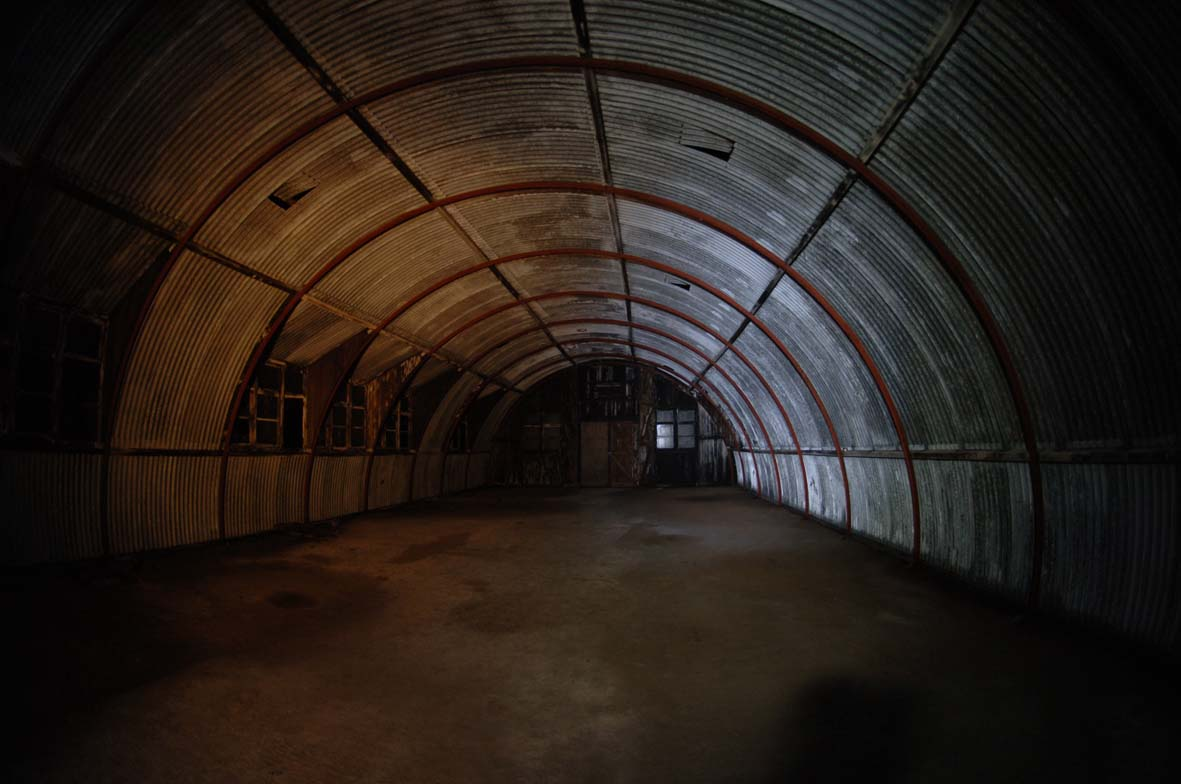
Уцелевшая хижина Ниссена внутри туннелей.

В то время как ранние туннели были простыми дырами размером с человека, более поздние — особенно те, что были раскопаны во время Второй мировой войны — были намного более продуманными. Первоначально туннели связи были выкопаны размером 7 футов (2,1 м) на 7 футов (2,1 м) в поперечном сечении, но позже были расширены до 8 футов (2,4 м) на 8 футов (2,4 м) для пропуска небольших транспортных средств. Многие из туннелей достаточно велики, чтобы вмещать автомобили размером до грузовиков. Основные туннели выкопаны сечением 15 футов (4,6 м) на 15 футов (4,6 м) для сквозных транспортных путей с 100 ярдов (91 м).
Условия окружающей среды в туннелях были неприятны для тех, кому приходилось их терпеть. Температура была стабильной 16 °C (61 °F) до 18 °C (64 °F) но влажность составляла до 98 процентов, что приводило к конденсации и сырости повсюду. Одним из наиболее известных оккупантов был генерал Дуайт Д. Эйзенхауэр, который использовал туннели в качестве своего штаба для вторжения в Северную Африку. — Операция Факел — в ноябре 1942 г. Позже он писал:
В Гибралтаре наша штаб-квартира располагалась в самом мрачном месте, которое мы занимали во время войны. Подземные ходы под Скалой служили единственным доступным офисным помещением, и в них располагалось сигнальное оборудование, с помощью которого мы рассчитывали поддерживать связь с командирами трёх штурмовых отрядов. Вечную тьму туннелей кое-где частично пронизывали слабые электрические лампочки. Влажный, холодный воздух в проходах длиной в квартал был тяжёлым от застоя, который не заметно реагировал на грохочущие усилия электрических вентиляторов. Сквозь сводчатые потолки непрерывно капала, капала, капала поверхностная вода, которая добросовестно, но тоскливо отсчитывала секунды бесконечного, почти невыносимого ожидания, которое происходит между завершением военного плана и моментом начала действий.
At Gibraltar our headquarters were established in the most dismal setting we occupied during the war. The subterranean passages under the Rock provided the sole available office space, and in them was located the signal equipment by which we expected to keep in touch with the commanders of the three assault forces. The eternal darkness of the tunnels was here and there partially pierced by feeble electric bulbs. Damp, cold air in block-long passages was heavy with a stagnation that did not noticeably respond to the clattering efforts of electric fans. Through the arched ceilings came a constant drip, drip, drip of surface water that faithfully but drearily ticked off the seconds of the interminable, almost unendurable, wait which occurs between completion of a military plan and the moment action begins.
Эти условия были облегчены за счёт размещения персонала в хижинах Ниссена и хижинах Ирис, установленных в камерах, выкопанных по размеру (24 фута (7,3 м) и 36 м (118 футов) пролёты соответственно). Проблема камнепадов была в некоторой степени решена за счёт использования арочных перекрытий во всех туннелях более 12 футов (3,7 м) в пролёте. Некоторые камеры были поистине огромными; мастерская по техническому обслуживанию транспортных средств Королевских инженеров-электриков и механиков 50 футов (15 м) высотой 10 м (33 футов) и длиной 115 метров (377 футов). Более обычные камеры обычно имели пролёт 28 футов (8,5 м) до 40 футов (12 м) и длиной 150 футов (46 м) до 200 футов (61 м), при этом небольшая часть туннеля, называемая «задний привод», оставлена открытой сзади для соединения каждой камеры с другой и облегчения циркуляции воздуха. Без этого туннели, которые были чистыми тупиками, становились невыносимо влажными. Они были построены группами, называемыми «системами», каждая из которых выполняла определённые функции, такие как прачечная, магазины, жилые помещения и так далее.
Влажные условия в туннелях означали, что обычное гофрированное железо подвергалось коррозии чрезвычайно быстро, поэтому здания в туннелях были построены из листового железа, покрытого битумом. Разрыв в 2 фута (0,61 м) был оставлен между зданиями и каменными стенами для обеспечения вентиляции и дренажа и облегчения осмотра породы. Электроэнергия обеспечивалась четырьмя электростанциями с общей установленной нагрузкой 1200 кВт; вода, электричество и масло подавались по трубам и кабелям, прикреплённым к стенам туннеля, наравне с дренажными трубами, проходящими по этажам. Вентиляция обеспечивалась естественными потоками воздуха.
Во время холодной войны туннели были приспособлены для защиты от взрывов и тепловых вспышек от ближайших атомных взрывов. Противовзрывные ловушки были добавлены как на пешеходные, так и на автомобильные подъезды. Противовзрывные ловушки для пешеходов были относительно простыми и состояли из трёх противовзрывных стен, перекрывающихся не менее чем на три четверти ширины туннеля. Для транспортных туннелей пришлось применить более сложный подход, в котором прорезались L-образные входы, оборудованные взрывными карманами. Взрывные карманы были предназначены для поглощения и отражения взрывной волны, не позволяя ей проникнуть далеко внутрь туннельного комплекса. Также были установлены газовые замки для защиты от загрязнения извне.

## Тоннели сегодня

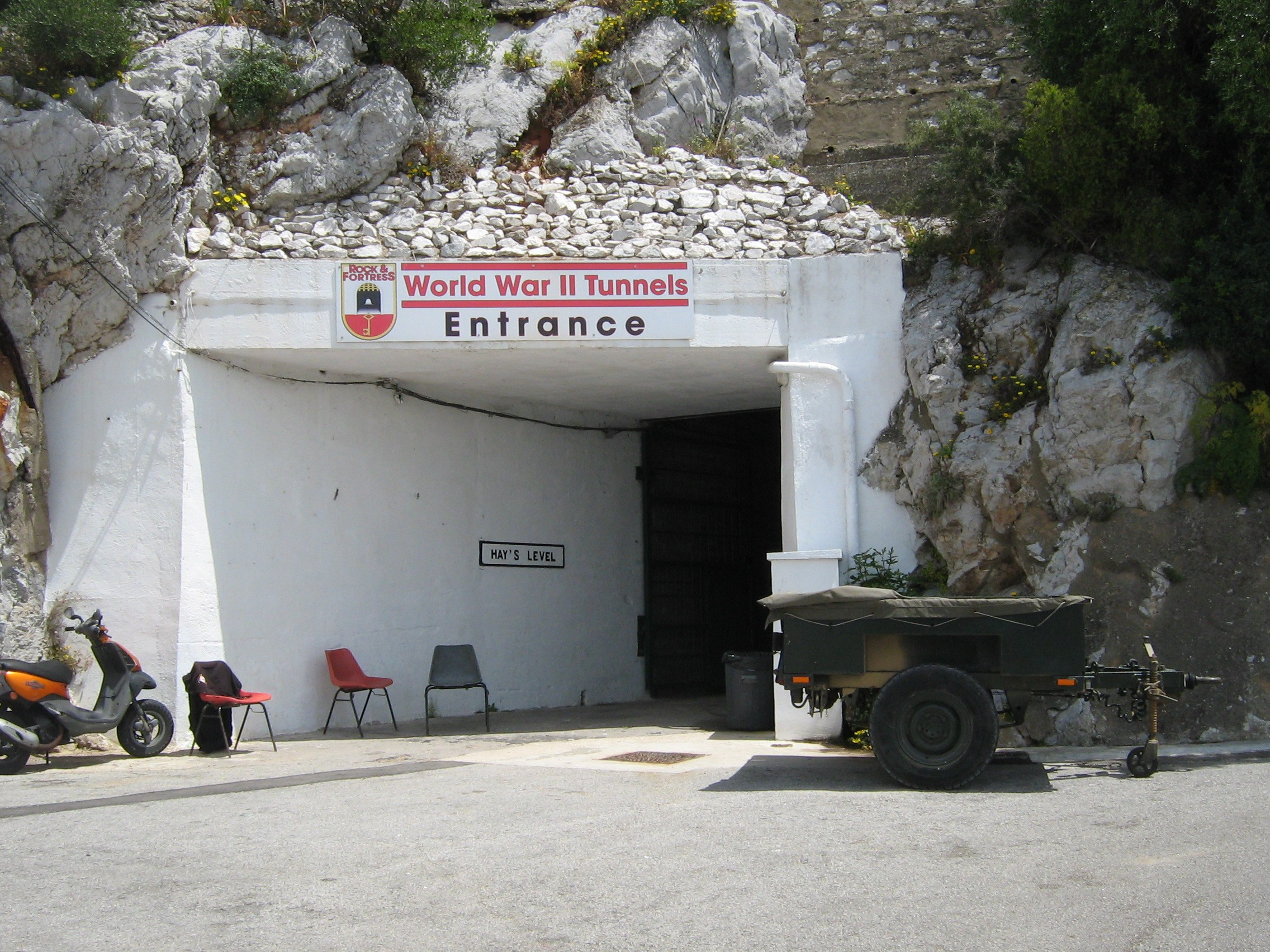
Вход в туннели времён Второй мировой войны на северо-западной стороне Гибралтарской скалы.

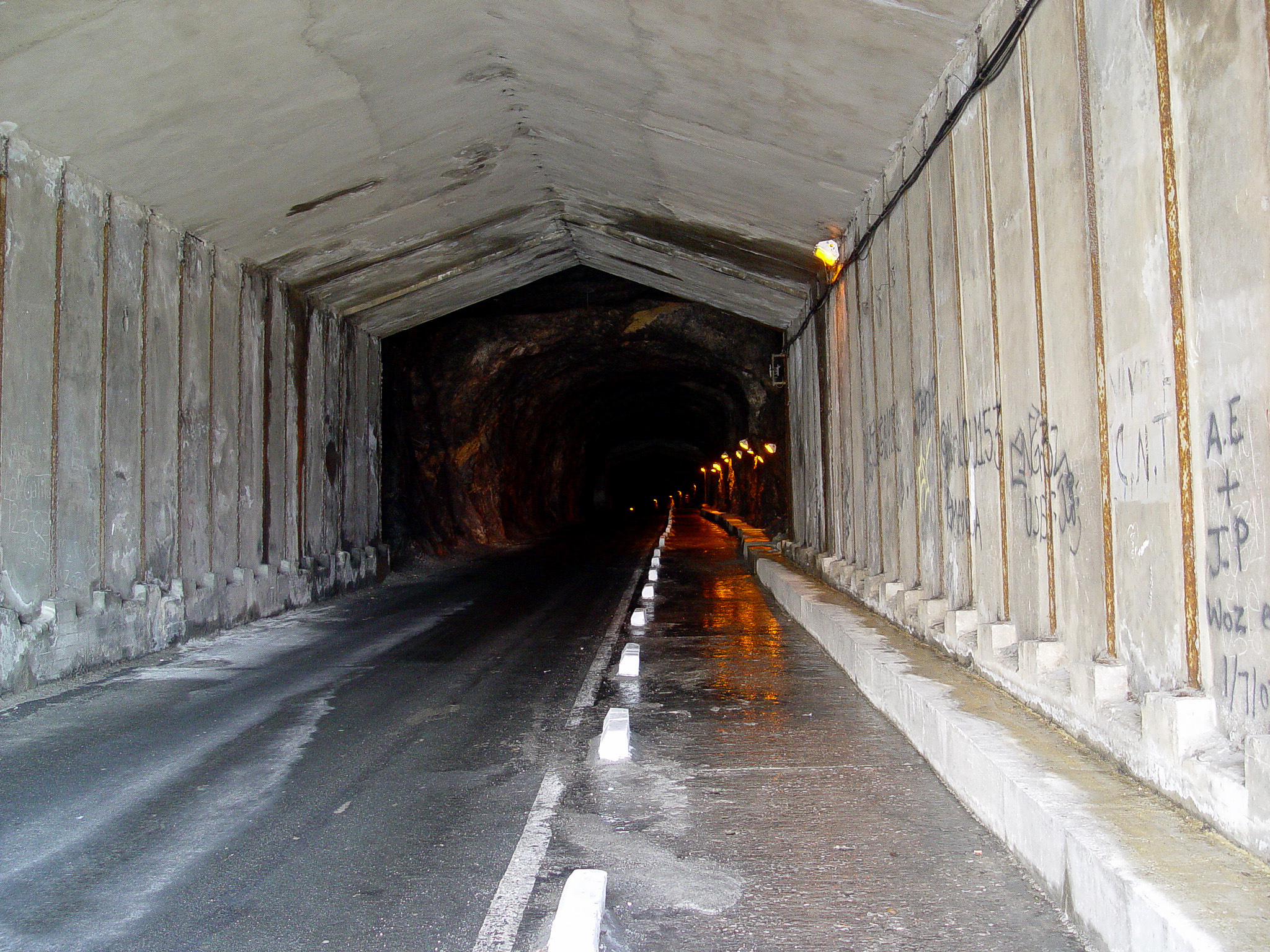
Дорожный туннель Keightley Way, построенный в 1960 году.

Сокращение британского военного присутствия с 1980-х годов привело к выводу из эксплуатации многих туннелей. Ответственность за их содержание была передана Министерству работ правительства Гибралтара, а затем — Министерству общественного строительства и работ Великобритании и их преемникам.

Некоторые туннели открыты для посещения. Верхние галереи, выкопанные во время Великой осады, теперь являются туристической достопримечательностью под названием Тоннели Великой осады. Можно посетить Средние галереи и некоторые туннели времён Второй мировой войны, которые рекламируются как туннели времён Второй мировой войны. Нижние галереи заброшены и теоретически закрыты. Большинство туннелей времён Второй мировой войны и послевоенного были закрыты для публики — некоторые, особенно улица AROW, были полностью перекрыты как слишком опасные для входа. Адмиралтейский туннель теперь является надёжным хранилищем данных. Два послевоенных туннеля, «Keightley Way» и «Dudley Ward Way», открыты для движения гражданских транспортных средств, чтобы облегчить поездки между западом и югом Гибралтара, а также вдоль крутого восточного побережья полуострова.